# У И
У И (кит. упр. 吴仪, пиньинь Wú Yí; род. 1938, г. Ухань, провинция Хубэй) — политический деятель КНР. Занимала посты заместителя мэра Пекина, министра здравоохранения КНР, вице-премьера КНР и др.
Член Политбюро ЦК КПК, единственная женщина в его составе.
В 2004 и 2005 годах журнал «Forbes» называл её второй по влиятельности женщиной в мире (после Госсекретаря США Кондолизы Райс). В 2006 году она заняла третье место в рейтинге.
Широкую международную известность У И получила во время вспышки эпидемии атипичной пневмонии в Юго-Восточной Азии, когда она была назначена министром здравоохранения. Её деятельность на этом посту была высоко оценена на Западе.

## Биография

### Юность
Родилась в трёхградье Ухань провинции Хубэй в семье интеллигенции в 1938 году, вскоре после того, как эти места оказались захвачены японцами. Родители У И родом из уезда Хуанмэй, провинции Хубэй. Они рано умерли, поэтому маленькая У И жила со старшим братом, который и вырастил её.
В 1956 году, окончив женскую среднюю школу г. Ланьчжоу пров. Ганьсу (нынешняя школа № 27 г. Ланьчжоу), У И поступила на военный факультет Северо-Западного политехнического института в Сяньяне провинции Шэньси, один из сильнейших технических вузов страны. В 1957 году в связи с реорганизацией системы высшего образования У И перевелась в Пекинский нефтяной институт на специальность «Нефтеперегонное производство и оборудование».
В апреле 1962 года вступила в ряды КПК.

### Карьера
В 1962 году 24-летняя У И окончила институт и по распределению поступила работать на Ланьчжоуский нефтеперегонный завод. Через пять лет молодого специалиста У И направили на нефтеперегонный завод «Дунфанхун», только что принятый к производству. Здесь она начала простым цеховым техником и дослужилась до заместителя директора завода.
В 1983 году 45-летняя У И заняла должность заместителя директора и секретаря партийного комитета Пекинской нефтехимической компании «Яньшань».
В 1988 году У И заняла должность вице-мэра Пекина.
В 1991 году была назначена заместителем министра внешнеэкономических связей и внешней торговли КНР. В 1993 году заняла пост министра внешнеэкономических связей и внешней торговли КНР. В это время участвовала в переговорах по поводу вступления КНР в ВТО.
В 1998—2003 годах член Госсовета КНР.
В марте 2003 года была избрана заместителем премьера Госсовета КНР. В этот период совмещала посты вице-премьера и министра здравоохранения. Организовала Штаб по борьбе с эпидемией атипичной пневмонии.
17 марта 2008 года У И официально ушла в отставку и не занимает никаких официальных, полуофициальных или общественных постов.

## Личная жизнь

### Семья
У И — не замужем. Это обстоятельство очень часто попадает в центр общественного внимания. На вопросы личного характера она отвечает откровенно: «Я, конечно, не сторонник безбрачия. Так получилось, что жизнь не давала мне такого случая. На легкомысленные отношения не хватало времени и желания, так что до сих пор нет человека, который бы вошёл в мою жизнь».

### Увлечения
Изучает китайскую традиционную медицину, читает русскую литературу.

### Личные качества
Многие китайские и западные издания прозвали У И «китайской железной леди».

## Награды
- Орден Дружбы (8 ноября 2006 года, Россия) — за большой вклад в укрепление и развитие дружбы и сотрудничества между Российской Федерацией и Китайской Народной Республикой[2].